# Museu de Sant Cugat
El  Museu de Sant Cugat es va inaugurar el 23 d'abril de 2003 amb la missió de vetllar per la conservació i la difusió del patrimoni històric, artístic i cultural de Sant Cugat del Vallès. El museu té tres seus: El Monestir de Sant Cugat, la Casa Aymat i la Bodega Modernista construïda per Cèsar Martinell. A tots aquests espais hi ha zones reservades per a exposicions temporals relacionades amb l'art, la història i el patrimoni local i universal. El museu preveu incorporar, properament, altres subseus com la Vil·la Romana de Can Cabassa.
Paral·lelament, el Museu treballa per la recuperació del patrimoni i la memòria del poble, organitzant de manera periòdica itineraris per donar a conèixer la història i el patrimoni local.

## Seus

### Monestir de Sant Cugat
El Monestir de Sant Cugat fou construït entre els segles IX i XIV i és la seu principal del Museu. La visita al claustre i a l'església es complementa amb les sales situades entorn el claustre, musealitzades com a centre d'interpretació dels monestirs medievals. L'exposició permet descobrir l'arquitectura dels monestirs, com es tallaven els capitells romànics, què deia la regla de Sant Benet, i com va evolucionar el Monestir de Sant Cugat des de la seva fundació el s.IX fins a la desamortització de Mendizábal, el 1835.
La seu del monestir està ubicada en dues plantes. A la planta baixa hi ha la Sala Capitular, el claustre, l'exposició Un monestir romànic i les restes de l'església paleocristiana. Al primer pis es pot visitar una exposició sobre Pere Ferrer, hi també hi ha les aules didàctiques del museu. En el segon pis del claustre, construït a mitjan segle xvi, també es troben sales d'exposició i obres itinerants.

### Celler Modernista
El Celler Modernista, construïda en 1921 per Cèsar Martinell, acull una exposició permanent estructurada a partir de tres eixos temàtics:
1. Un àmbit introductori explica el context històric en el qual es va fundar en 1921 la cooperativa Sindicat Vitivinicola i Caixa Rural de Sant Mesurar i es va construir el celler cooperatiu. Són temes centrals la crisi al voltant de la vinya i l'elaboració del vi a la fi del segle xix, el cooperativisme, l'enologia científica i la innovació industrial i arquitectònica com a vies per sortir de la crisi. L'evolució de la cooperativa de Sant Cugat completa aquest àmbit.
2. L'espai 'L'elaboració del vi' mostra el procés de la vinificación que se seguia en el celler, des del moment de la verema en les vinyes fins a l'obtenció del vi preparat per ser comercialitzat. El recorregut inclou la maquinària i infraestructura conservada: premsa, vagonetes, bàscules, lagares i tremuges, així com el sistema de transmissió d'energia a través de embarrados i corrioles.
3. El tercer àmbit museístic, 'Un edifici calculat', ofereix l'evolució i l'adaptació del magnífic projecte de Cèsar Martinell per al celler cooperatiu de Sant Cugat a la realitat de cada moment, centrant la seva atenció en els aspectes més rellevants de l'arquitectura industrial.

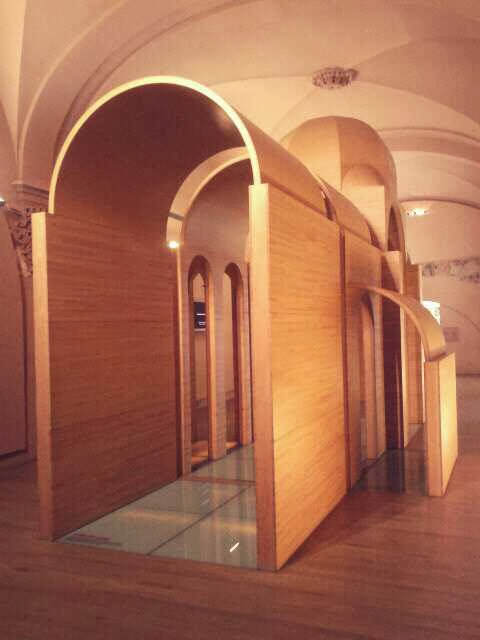
Museografia per descriure l'arquitectura romànica al Museu de Sant Cugat